# Flamingo Las Vegas
Flamingo Las Vegas, tidigare Flamingo Hotel & Casino, The Fabulous Flamingo och Flamingo Hilton Las Vegas, är både ett kasino och hotell som ligger utmed gatan The Strip i Paradise, Nevada i USA. Den ägs och drivs av Caesars Entertainment Corporation. Hotellet har 3 626 hotellrum.

## Historia
Tomten som Flamingo är uppförd på, köptes 1945 av Bill Wilkerson, som grundade tidningen The Hollywood Reporter, i syfte att uppföra ett lyxhotell i europeiskt stil. Den skulle bland annat ha golfbana, kasino, nattklubb, restaurang och spa. Han hade dock inte råd och det fattades ungefär $400 000 att uppföra hotellet, mycket på grund av skenande materialpriser eftersom andra världskriget var fortfarande igång. 

### Byggnad och inblandning av maffian
I slutet av året anlände gangstern Bugsy Siegel och medlemmar ur den amerikanska maffian till Las Vegas på grund av att hasardspel och vadslagning var legalt i delstaten Nevada. Siegel ville köpa kasinot El Cortez för $600 000 men stadsfullmäktige nekade detta på grund av hans kriminella bakgrund. Siegel fick då nys om att Wilkerson var i behov av finansiella medel för att bygga sitt påtänkta lyxhotell och köpte två tredjedelar av byggprojektet. Han tog över ansvaret och började övertyga fler och fler medlemmar ur maffian, bland annat Meyer Lansky, att investera i projektet. Siegel började bli otålig att bygget blev dyrare och dyrare och påpekade för Del Webb som hade ansvaret för det, att Siegel hade personligt mördat 16 personer men försäkrade Webb att de 16 var kriminella. Wilkerson insåg att detta skulle inte sluta gott med Siegel som affärspartner, han blev passiv delägare och flyttade till Paris i Frankrike.

### Invigning
Den 26 december 1946 invigdes Flamingo Hotel & Casino officiellt, dock var inte byggandet klart och budgeten var redan på $6 miljoner (2018: ~$77,6 miljoner). Det finns två teorier varför hotellet döptes till Flamingo, ena är att Siegels partner Virginia Hill hade en förkärlek till hasardspel och kallades "Flamingo" och den andra är att det var Wilkerson som hade namngett hotellet redan när byggandet inleddes.

#### Förskingring
Under konstruktionen av Flamingo pågick det bland annat en del i bakgrunden, där Siegel och Hill förskingrade uppemot $2,5 miljoner från byggprojektet och indirekt från sina vänner inom maffian därav den höga byggkostnaden. Det sågs inte med blida ögon och bland annat maffiabossen Lucky Luciano, överhuvudet för Familjen Genovese, och andra maffiabossar hade överläggningar om bland annat detta vid en resa till Kuba. Lansky var med på resan och agerade rådgivare åt maffiabossarna, påpekade för dem att stjäl man från sina vänner så är det lika med döden även om Siegel var en nära vän till honom. Han tyckte dock att man kunde vänta till invigningen för att se om Flamingo blev populärt bland besökarna i Las Vegas så Siegel kunde återbetala de pengar som han hade förskingrat, maffiabossarna och Luciano höll med. 
Invigningen blev dock en flopp och mellan januari och mars 1947 höll Flamingo stängt för att ge mer tid till att få klart anläggningen men det blev ändå inte klart till tidsgränsen som var den 1 mars 1947, då återinvigdes den igen men hette då The Fabulous Flamingo. Det blev en omedelbar succé och Flamingo gjorde vinst, det räddade dock inte Siegel eftersom han blev skjuten till döds i sitt hem i Beverly Hills i Kalifornien den 20 juni.

### Nya ägare
Efter Siegels död så utsågs Moe Sedway och Gus Greenbaum till att leda Flamingo och det blev en ren kassako för maffian. 1953 renoverade man Flamingo till en kostnad på $1 miljon. Mellan 1955 och 1960 leddes det dagliga arbetet av Parvin-Dohrmann Corporation, som ägde då 30% av Flamingo medan bland annat sångaren Tony Martin och skådespelaren George Raft var minoritetsägare. 1960 såldes Flamingo till ett konsortium bestående av personer inom organiserad brottslighet i Miami i Florida för $10,5 miljoner, Lansky var den som skötte affären. 
1967 köpte affärsmannen Kirk Kerkorian Flamingo men det varade bara fem år innan han sålde det vidare till hotelloperatören Hilton Corporation. 1974 fick Flamingo ett nytt namn, Flamingo Hilton Las Vegas. Vid sex tillfällen mellan 1977 och 1993 uppfördes det fyra nya höghus för hotellverksamhet, de blev också i senare skede utbyggda för att kunna ta in fler hotellgäster. 1998 beslutade Hilton att knoppa av sin division för hasardspel och ett nytt bolag med namn Park Place Entertainment skapades. I Hiltons och Park Places uppgörelse så fick Park Place använda Hilton i namnen för sina anläggningar i två år, Park Place valde inte att förnya detta när det väl gick ut 2000. Park Place döpte om Flamingo till sitt nuvarande namn. 2004 blev Park Place Caesars Entertainment och 2005 köpte Harrah's Entertainment Caesars Entertainment för $5,2 miljarder. 2010 bytte Harrah's namn till Caesars Entertainment Corporation.